# Морозов, Николай Аполлонович
Николай Аполлонович Морозов (21 ноября [4 декабря] 1879, г. Петроков — 18 января 1938, Ленинград) — русский и советский военный деятель. Русской императорской армии, полковник (1914). В Добровольческой армии и ВСЮР — преподаватель Кубанского вoeннro училища, помощник начальника Войскового штаба ККВ (01.1920), генерал-майор, командир Кубанской пластунскоЙ бригады, начальник Кубанского правительственного отряда (03.1920), командующий Кубанской армией при капитуляции под Адлером-Сочи (04.1920). После 1920 г направлен преподавать в Академию Генштаба в Москве, затем профессор Военно-политической академии. Репрессирован по делу «Весна».

## Биография
Уроженец г. Петроков (Польша). Окончил Псковский кадетский корпус, Павловское военное училище (1897) и Николаевскую академию Генерального штаба (1905).
После окончания училища с 1899 г. служил в лейб-гвардии Павловском полку. После академии занимал ряд штабных должностей, старший адъютант управления 1-й отдельной Кавказской бригады, помощник старшего адъютанта штаба Виленского военного округа, старший адъютант штаба 45-й пехотной дивизии. Служил штаб-офицером для поручений при штабе 1-го Кавказского армейского корпуса. К началу Первой мировой войны состоял штаб-офицером для поручений при штабе 2-го Кавказского армейского корпуса. В период Первой Мировой войны, офицер в войсках Кавказской армии, с 08.07.1916 командир 1-го Кавказского стрелкового полка. Отчислен от должности за болезнью с назначением в резерв чинов при штабе Кавказского ВО (25.11.1917).
За дело у селения Марины 12 окт. 1914 г. награжден Георгиевским оружием
Георгиевское оружие; за то, что будучи штаб-офицер, для поруч. при штабе 2-го Кавказского армейского корпуса и производя 12 окт. 1914 г., по приказанию командира корпуса, разведку неприятельского расположения у селения Марины и признав наилучшим способом для этого идти в боевых цепях, в течение целого дня не выходил из боя, личным примером ободряя людей роты, находящихся в цепи, против которых вел наступление германский полк, почему и, благодаря указаниям названного штаб-офицера, роты остановили наступление противника и сами вернулись на главную позицию с ничтожными потерями.
Произведенная разведка дала очень ценные сведения.Высочайшее Повеление 21.03.1915 
В Белом движении представитель генерала А. И. Деникина в штабе Донской армии генерала В. И. Сидорина с 1919 до февраля 1920. Помощник начальника штаба Кубанского казачьего войска генерала Л. М. Болховитинова в феврале-марте 1920. С 11 марта 1920 командир Кубанского отряда. С 13 апреля 1920 командующий Кубанской армией в районе города Сочи. Сослуживец Морозова генерал-майор В. А. Замбржицкий свидетельствовал о вере генерала в возможность примирения с красными, о его разочаровании в Белом движении и готовности воспринять советскую идеологию как новую государственную идею. Основой таких взглядов, по мнению Замбржицкого, стали надежды на установление в стране твердой власти в противовес хаосу у белых. Поэтому 17 апреля 1920 он начал сдачу Кубанской армии советскому командованию. Тогда красным сдались около 34 000 казаков. Попал в плен.
Ф. И. Елиcеев писал о взглядах Н. А. Морозова, которые он высказал в дни капитуляции, в апреле 1920 года
Красным он не верил и порицал их. Гибель Белого движения определял как несостоятельность главных вождей. Считал, что дальше вести казаков и офицеров на бесплодный убой и не нужно, и даже преступно, почему, как наименьшее зло, решено было ликвидировать Кубанскую армию более или менее безболезненно. 

- Россия возродится изнутри. Это проqесс истории. И надо всем работать там (то есть в красной России)Ф.И. Елисеев, Лабинцы. Побег из красной России
Во главе группы офицеров, из состава Кубанской армии («морозовцев»), Н. А. Морозов был направлен в Ростов-на-Дону, и далее в Москву, для назначения на командные должности в Красной армии на Польский фронт. Из Москвы морозовцы были переведены в Кострому, где содержались в тюрьме. После обращения в ЧК, по распоряжению из Москвы, освобождены и прикомандированы к стоявшему в Костроме запасному пехотному полку. В октябре 1920 г. преподавал на военно-политических курсах организованных в Москве для пленных офицеров . Был переведен в Екатеринбург, где в содержался в лагере, при этом продолжал преподавание на военно-политических курсах.
Позже вернулся в Петроград. Штатный преподаватель Военной Академии РККА (с 20.09.1920). Штатный преподаватель Высшей Военно-Педагогической Петроградской школы (с 17.09.1921). Работал штатным преподавателем 8 пехотной Петроградской школы комсостава, главный руководитель стрелкового дела Высшей Петроградской кавалерийской школы. Возглавлял кафедру Военно-политической академии им. Толмачева в Ленинграде.
Арестован осенью 1930 по обвинению в контрреволюционном заговоре (по делу «Весна»). Приговорен к 5 годам исправительно-трудовых работ. Отбывал срок в Белбалтлаге. В 1937 нач. учебной части военизированной охраны Белбалткомбината. Арестован 01.11.1937. Комиссией НКВД и Прокуратуры СССР 12.01.1938 приговорен по ст. ст. 58-6-8-11 УК РСФСР к высшей мере наказания. Расстрелян в Ленинграде.

### Военная карьера
В Русской императорской армии
- Обучение в Псковском кадетском корпусе (закончил в 1897)
- В службу вступил 31.08.1897.
- Окончил Павловское военное училище (1899),
- Выпущен из училища подпоручиком в гвардию. (ст. 09.08.1899) в Павловский лейб-гвардии полк.
- Поручик (ст. 09.08.1903).
- Окончил Николаевскую академию Генерального штаба (1905; по 1-му разряду).
- Штабс-капитан гвардии с переименованием в капитаны ГШ (ст. 28.05.1905).
- Цензовое командование ротой отбывал в лейб-гвардии Павловском полку (19.11.1905-10.12.1907).
- Старший адъютант управления 1-й отд. кав. бригады (28.11.1907-20.01.1908; 2 мес.).
- Помощник ст. адъютанта штаба Виленского военного округа (20.01.1908-20.12.1909; 1 г. 11 мес.).
- Ст. адъютант штаба 45-й пех. дивизии (20.12.1909-26.11.1911; 1 г. 11 мес.).
- Ст. адъютант штаба 39-й пех. дивизии (26.11.1911-06.12.1912; 1 г. 0,5 мес.).
- Подполковник (пр.06.12.1912; ст. 06.12.1911; на осн. СВП 1869, VII (изд. 2), 243).
- Штаб-офицер для поручений при штабе 1-го Кавказского арм. корпуса (06.12.1912-17.10.1913; 10,5 мес.).
- Штаб-офицер для поручений при штабе 2-го Кавказского арм. корпуса (17.10.1913-17.01.1915; 1 г. 3 мес.).

Участник Первой мировой войны, за отличие награжден Георгиевским оружием (ВП 21.03.1915).
- Полковник (пр. 06.12.1914; ст. 06.12.1914; на основании ст. 32, VIII, С.В.П. по ред. прик. по воен. вед. 1914 г. № 1).
- И.д. начальника штаба 1-й Кавказской стр. бригады (17.01.1915-10.06.1916; 1 г. 5 мес.).
- И.д. начальника штаба 1-й Кавказской стр. дивизии (развернутой из той же бригады; 10.06.-08.07.1916).
- Командир 1-го Кавказского стр. полка (с 08.07.1916; 1 г. 3,5 мес.).
- На 03.01.1917 ст. в чине Полковника установлено с 06.12.1913. В резерве чинов штаба Киевского ВО (1 мес.). И.д. ген-кварт. штаба 11-й армии.
- Отчислен от должности за болезнью с назначением в резерв чинов при штабе Кавказского ВО (25.11.1917).
- Состоял в резерве чинов при штабе Кавказского ВО (с 25.11.1917 до демобилизации).

Участник Белого движения в составе Добровольческой армии и Вооружённых сил Юга России.
- Прикомандирован к штабу атамана Кубанского казачьего войска (1919).
- Преподавал в военном училище в Екатеринодаре.
- Командир Кубанской пластунской бригады (03.1920).
- В 1920 — помощник начальника штаба Кубанского казачьего войска, а затем командующего — атамана Букретова. Генерал-майор.
- С 13.04.1920 — командующий Кубанской армией (точнее, ее остатками) в районе г. Сочи.

## Труды
Н. Морозов. Вильна, 1909. Воспитание генерала и офицера как основа побед и поражений (Ru) // О долге и чести воинской в российской армии: Собрание материалов, 0-11 документов и статей : сб.  / Сост. Ю. А. Галушко, А. А. Колесников; Под ред. В. Н. Лобова. — М.: Воениздат, 1991.